# Copiii sunt bine-mersi
Copii sunt bine-mersi este un film de comedie american lansat în 2010. Regizorul filmului este Lisa Cholodenko, iar scenariștii sunt Lisa Cholodenko și Stuart Blumberg. A fost un succes la festivalul de film Sundance 2010.
S-a lansat în ediție limitată pe 9 iulie 2010, ulterior fiind lansat oficial pe 30 iulie 2010. A fost lansat în varianta DVD și Blu-ray pe 16 noiembrie 2010. Filmul a primit premiul Globul de Aur pentru cel mai bun film (muzical/comedie), iar Annette Bening a fost premiată cu premiul pentru cea mai bună actriță (muzical/comedie) tot la același concurs. Filmul are 4 nominalizări la Oscar, incluzând premiul pentru cel mai bun film.

## Subiectul filmului
Doctoriță ginecolog de succes, Nic (Annette Bening) și arhitecta peisagistă Jules (Julianne Moore) formează un cuplu de lesbiane de aproximativ 20 de ani și sunt mamele a doi adolescenți pe nume Joni (Mia Wasikowska) și Laser (Josh Hutcherson), pe care i-au conceput prin inseminare artificială. După ce Joni împlinește 18 ani și este acceptată la un colegiu prestigios, fratele ei mai mic o presează să contacteze telefonic banca de spermă pentru a afla identitatea tatălui lor biologic. Angajații instituției îl sună pe Paul (Mark Ruffalo) și îl întreabă dacă este de acord să își întâlnească fiica, bărbatul intrând intempestiv în viața de familie a celor patru protagoniști. Paul lucrează într-un restaurant din Los Angeles, cultivă produse organice, conduce o motocicletă și preferă aventurile amoroase în locul relațiilor stabile, motiv pentru care este confuz atunci când îi cunoaște personal pe cei doi copii ai săi. Sentimentele paterne ale lui Paul sunt trezite brusc, la fel ca și atracția lui sexuală față de Jules, iar Nic devine frustrată și neîncrezătoare în capacitatea ei de seducție, începe să bea și îl percepe pe bărbat drept o amenințare pentru unitatea familiei lor.

## Distribuția
- Annette Bening – Nicole 'Nic' Allgood
- Julianne Moore - Jules Allgood
- Mark Ruffalo - Paul Hatfield
- Mia Wasikowska - Joni Allgood
- Josh Hutcherson - Laser Allgood
- Yaya DaCosta - Tanya
- Eddie Hassel - Clay
- Zosia Mamet - Sasha
- Kunal Sharma - Jai

## Premii
Copiii sunt bine-mersi a obținut două premii în total din opt nominalizări.
- Premiul Globul de Aur pentru cel mai bun film (muzical/comedie)
- Trofeul Teddy pentru cel mai bun film la Berlin 2010